# Frank De Kova
Frank De Kova (auch Frank DeKova; * 17. März 1910 in New York City, New York; † 15. Oktober 1981 in Sepulveda, Kalifornien) war ein US-amerikanischer Schauspieler.

## Leben
De Kova arbeitete vor dem Beginn seiner Schauspielkarriere als Lehrer an einer Schule. Zunächst hatte er Engagements an verschiedenen Theatern und trat unter anderem in Shakespeare-Produktionen auf, bevor er 1947 sein Debüt am Broadway hatte. Nach einer kleineren Rolle 1947 erhielt er 1949 eine größere Rolle in Detective Story. 1951 feierte er sein Spielfilmdebüt im Kriminalfilm The Mob, im darauf folgenden Jahr war er in Elia Kazans Viva Zapata zu sehen. In kleinen Nebenrollen wirkte er in den nachfolgenden Jahren in den Monumentalfilmen Das Gewand, Die zehn Gebote und Die größte Geschichte aller Zeiten mit. Größere Filmrollen hatte er unter anderem im Western Die Bestie der Wildnis neben Charlton Heston und Jack Palance, im Fantasyfilm Atlantis, der verlorene Kontinent sowie an der Seite von Charles Bronson im Thriller Kalter Hauch.
Sein Aussehen machte ihn zur idealen Besetzung für Mexikaner und Indianer, daher war er in zahlreichen US-amerikanischen Westernserien der 1950er und 1960er Jahre zu sehen, darunter Rauchende Colts, Tausend Meilen Staub, Maverick und High Chaparral. Bekanntheit beim US-amerikanischen Fernsehpublikum erlangte er durch seine Darstellung des Indianerhäuptlings Wild Eagle in der Western-Sitcom F Troop, die er zwischen 1965 und 1967 in 63 Episoden spielte.
De Kova verstarb 1981 an Herzversagen.

## Filmografie (Auswahl)

### Film
- 1952: The Big Sky – Der weite Himmel (The Big Sky)
- 1952: Viva Zapata!
- 1952: Der rote Reiter (Pony Soldier)
- 1953: Das Gewand (The Robe)
- 1953: Die Bestie der Wildnis (Arrowhead)
- 1953: König der Piraten (Raiders of the Seven Seas)
- 1953: Die schwarze Perle (All the Brothers Were Valiant)
- 1953: Der Hauptmann von Peshawar (King of the Khyber Rifles)
- 1953: El Khobar – Schrecken der Wüste (The Desert Song)
- 1954: Das Tal der Könige (Valley of the Kings)
- 1955: Aus dem Leben einer Ärztin (Strange Lady in Town)
- 1955: Der Mann aus Laramie (The Man from Laramie)
- 1956: Der weiße Reiter (The Lone Ranger)
- 1956: Die zehn Gebote (The Ten Commandments)
- 1958: Cowboy
- 1958: Die Brüder Karamasow (The Brothers Karamazov)
- 1959: Al Capone kehrt zurück (The Scarface Mob)
- 1959: Tag der Gesetzlosen (Day of the Outlaw)
- 1961: Atlantis, der verlorene Kontinent (Atlantis, the Lost Continent)
- 1962: Ein Sommer in Florida (Follow that Dream)
- 1965: Die größte Geschichte aller Zeiten (The Greatest Story Ever Told)
- 1972: Kalter Hauch (The Mechanic)
- 1973: Der Don ist tot (The Don is Dead)

### Fernsehen
- 1956–1959: Rauchende Colts (Gunsmoke, 5 Folgen)
- 1957–1962: Cheyenne (62 Folgen)
- 1957: Rin Tin Tin (The Adventures of Rin Tin Tin)
- 1958–1963: 77 Sunset Strip (3 Folgen)
- 1959–1963: Am Fuß der blauen Berge (Laramie, 4 Folgen)
- 1959, 1961: Tausend Meilen Staub (Rawhide, 2 Folgen)
- 1959, 1960: Westlich von Santa Fé (The Rifleman, 2 Folgen)
- 1960: Kein Fall für FBI (The Detectives)
- 1960: Lawman
- 1961: Maverick
- 1962: Outlaws
- 1964: Daniel Boone
- 1965–1967: F Troop (63 Folgen)
- 1968: High Chaparral (The High Chaparral)
- 1969: Hawaii Fünf-Null (Hawaii Five-O)
- 1977: Detektiv Rockford – Anruf genügt (The Rockford Files)
- 1978: Baretta
- 1979: Unsere kleine Farm (Little House on the Prairie, 2 Folgen)

## Broadway
- 1947: Heads or Tails
- 1949: Detective Story